# Drottning Ulrika Eleonora (1719)
Drottning Ulrica Eleonora var ett svenskt 84-kanoners linjeskepp konstruerat av Charles Sheldon och sjösatt i Karlskrona 1719.

## Fartygs historia
Det var planerat som 60-kanonskepp, då 1713 befallning ankom från konung Karl XII om byggandet av två fregatter, varvid beslöts att det under byggnad varande skeppet skulle i stället givas denna typ; då fartyget vid Karls död ej hunnit färdigbyggas återgick man till linjeskeppstypen. Fartyget deltog i 1721 och 1741 års sjötåg, sistnämnda år som flaggskepp.
I juli 1744 deltog skeppet under ledning av amiral Evert Didrik Taube som ledande fartyg i den eskader som hämtade prinsessan Lovisa Ulrika från Tyskland till Stockholm för att gifta sig med kronprins Adolf Fredrik. Det slopades 1765.